# Stalowa (zajezdnia autobusowa)

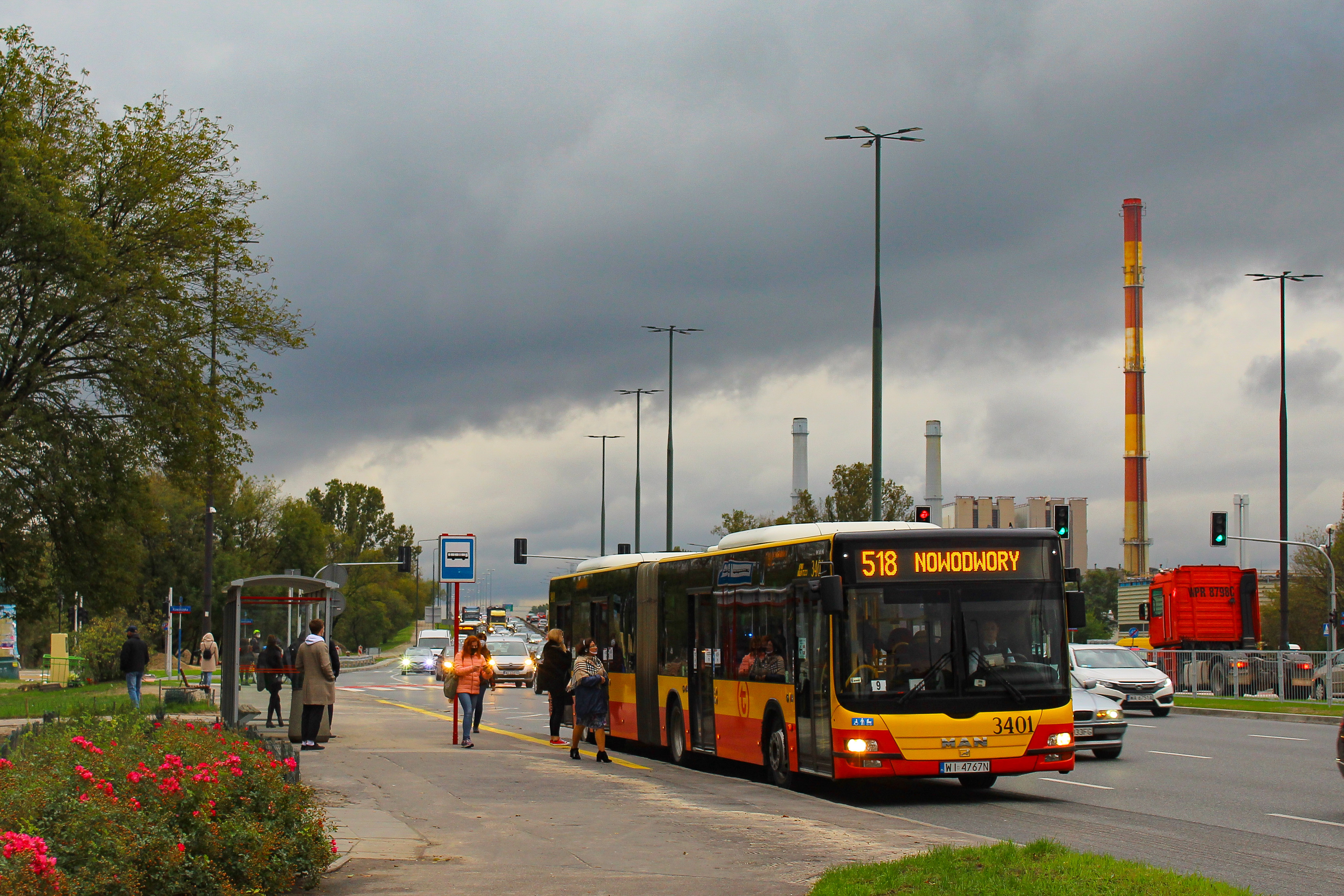
MAN NG363 Lion’s City G na linii 518 podczas obsługi przystanku przy ul. Modlińskiej

Stalowa, właśc. Oddział Przewozów R-4 „Stalowa“ – zajezdnia autobusowa należąca do Miejskich Zakładów Autobusowych (MZA) w Warszawie. Znajduje się przy ulicy Stalowej 77 w dzielnicy Praga-Północ. 
Zajezdnia powstała w 1985 roku. W latach 1993–1998 na jej terenie działała montownia autobusów marki Ikarus. Obecnie ma na stanie 357 autobusów. W nowym systemie organizacji taboru MZA specjalizuje się w pojazdach marki MAN.
W 2020 roku zajezdnia otrzymała 50 ze 130 Solarisów Urbino 18 IV FL Electric zamówionych przez MZA w 2019 roku.

## Tabor[2]
| Numer taborowy                                                                                           | Model                            | Ilość | Rok produkcji | Uwagi                           |
| --- | -------------------------------- | ----- | ------------- | ------------------------------- |
| 1040-1049                                                                                                | Solaris Urbino 10 III            | 10    | 2012          |                                 |
| 1101-1102, 1105-1106, 1109-1110, 1112, 1115-1119, 1400-1401, 1403, 1500-1502, 1505-1510, 1513-1514, 1519 | Solaris Urbino 12 III            | 27    | 2007          | Pojazdy w procedurze kasacyjnej |
| 1536-1555                                                                                                | Solaris Urbino 12 III            | 20    | 2011          |                                 |
| 1800-1819, 1833, 1839, 1844, 1846, 1856                                                                  | Solaris Urbino 12 III            | 25    | 2008          |                                 |
| 3400-3469                                                                                                | MAN NG363 Lion's City G          | 70    | 2010          |                                 |
| 4400-4434                                                                                                | Mercedes Benz Conecto LF         | 35    | 2017          |                                 |
| 5401-5460                                                                                                | Solaris Urbino 18 III            | 60    | 2015          |                                 |
| 5950-5999                                                                                                | Solaris Urbino 18 IV FL Electric | 50    | 2020          |                                 |
| 8441-8465                                                                                                | Solaris Urbino 18 III            | 25    | 2014          |                                 |
| 8580-8595                                                                                                | Solaris Urbino 18 III            | 16    | 2013          |                                 |
| 8813-8814, 8820-8822, 8856-8879                                                                          | Solaris Urbino 18 III            | 29    | 2008          |                                 |
| SUMA |                                  | 367   |               |                                 |

Tabor w całości niskopodłogowy.
Stan wszystkich pojazdów na dzień 16 kwietnia 2023 r.